# MADE SERIES : D
『MADE SERIES : D』（メイド シリーズ ディー）は、BIGBANGのシングル。韓国などでは2015年7月1日にリリースされ、日本では配信シングルとして2015年7月8日にリリースされた。

## 概要
BIGBANGの3年振りカムバックプロジェクト「MADE」が2015年4月より始動。その一環として5月から毎月、新曲2曲ずつを収録したシングル「M」「A」「D」「E」を発売。その第三弾としてリリースされたのが本作である。

## リリースまでの背景
6月26日、タイトル曲の名前（IF YOU）とアルバムのリリース日が記載されたポスターを公開。翌日、2番目のタイトル曲（SOBER）が記載されたポスターを公開。2つの曲は7月1日にリリースされ、正式なアルバムは7日にリリースされた。

## 収録曲
1. IF YOU -KR Ver.-
  - 作詞：G-DRAGON、作曲：G-DRAGON/P.K/DEE.P、編曲：P.K/DEE.P
2. SOBER -KR Ver.-
  - 作詞：TEDDY/G-DRAGON/T.O.P、作曲：TEDDY/CHOICE37/G-DRAGON、編曲：TEDDY/CHOICE37
3. IF YOU (Instrumental)
4. SOBER (Instrumental)

## 収録アルバム
| 曲名             | 収録アルバム      | 備考                                   |
| ---------------- | ----------------- | -------------------------------------- |
| IF YOU -KR Ver.- | MADE SERIES       | BIGBANGの日本5thフルアルバム（暫定版） |
| IF YOU -KR Ver.- | MADE              | BIGBANGの日本5thフルアルバム（完全版） |
| IF YOU -KR Ver.- | MADE -KR EDITION- | BIGBANGの韓国3rdフルアルバム           |

| 曲名            | 収録アルバム      | 備考                                   |
| --------------- | ----------------- | -------------------------------------- |
| SOBER -KR Ver.- | MADE SERIES       | BIGBANGの日本5thフルアルバム（暫定版） |
| SOBER -KR Ver.- | MADE              | BIGBANGの日本5thフルアルバム（完全版） |
| SOBER -KR Ver.- | MADE -KR EDITION- | BIGBANGの韓国3rdフルアルバム           |